# Ballon d'Or 2022
O Ballon d'Or 2022 foi a 66.ª cerimônia anual do Ballon d'Or, apresentado pela France Football, e reconhecendo os melhores jogadores de futebol do mundo na temporada 2021-22, a qual, pela primeira vez na história da premiação, foi concedida com base nos resultados da temporada em vez do ano civil, sendo baseada na temporada de 2021-22. Além disso, foi anunciado que o prêmio de Melhor Atacante do Ano seria renomeado para Troféu Gerd Müller, em homenagem ao histórico atacante alemão que morreu em agosto de 2021. Outra honraria seria estreada na premiação desse ano, o Prêmio Sócrates, o qual leva o nome do futebolista brasileiro, nomeado ao jogador com maiores impactos positivos em causas sociais.
Os indicados para a cerimônia foram anunciados em 12 de agosto de 2022 e os resultados foram revelados em 17 de outubro daquele mesmo ano. O sete vezes e atual vencedor Lionel Messi não foi indicado ao prêmio pela primeira vez desde 2005.

## Ballon d'Or
Estes são os 30 jogadores nomeados melhores do mundo, segundo a revista France Football.
| Pos. | Jogador                | Clube(s)                          | Pontos | % Votos |
| ---- | ---------------------- | --------------------------------- | ------ | ------- |
| 1    | Karim Benzema          | Real Madrid CF                    | 549    |         |
| 2    | Sadio Mané             | Liverpool FC Bayern de Munique    | 193    |         |
| 3    | Kevin De Bruyne        | Manchester City                   | 175    |         |
| 4    | Robert Lewandowski     | Bayern de Munique FC Barcelona    | 170    |         |
| 5    | Mohamed Salah          | Liverpool FC                      | 116    |         |
| 6    | Kylian Mbappé          | Paris Saint-Germain               | 85     |         |
| 7    | Thibaut Courtois       | Real Madrid CF                    | 82     |         |
| 8    | Vinícius Júnior        | Real Madrid CF                    | 61     |         |
| 9    | Luka Modrić            | Real Madrid CF                    | 20     |         |
| 10   | Erling Haaland         | Borussia Dortmund Manchester City | 18     |         |
| 11   | Son Heung-min          | Tottenham Hotspur                 | 5      |         |
| 12   | Riyad Mahrez           | Manchester City                   | 4      |         |
| 13   | Sébastien Haller       | Ajax Borussia Dortmund            | 2      |         |
| 13   | Rafael Leão            | AC Milan                          | 2      |         |
| 13   | Fabinho                | Liverpool FC                      | 2      |         |
| 16   | Virgil van Dijk        | Liverpool FC                      | 1      |         |
| 16   | Casemiro               | Real Madrid CF Manchester United  | 1      |         |
| 16   | Dušan Vlahović         | ACF Fiorentina Juventus FC        | 1      |         |
| 16   | Luis Díaz              | FC Porto Liverpool FC             | 1      |         |
| 20   | Cristiano Ronaldo      | Manchester United                 | 0      |         |
| 20   | Harry Kane             | Tottenham Hotspur                 | 0      |         |
| 20   | Trent Alexander-Arnold | Liverpool FC                      | 0      |         |
| 20   | Phil Foden             | Manchester City                   | 0      |         |
| 20   | Bernardo Silva         | Manchester City                   | 0      |         |
| 20   | Joshua Kimmich         | Bayern de Munique                 | 0      |         |
| 20   | Mike Maignan           | AC Milan                          | 0      |         |
| 20   | Antonio Rüdiger        | Chelsea FC Real Madrid CF         | 0      |         |
| 20   | João Cancelo           | Manchester City                   | 0      |         |
| 20   | Christopher Nkunku     | RB Leipzig                        | 0      |         |
| 20   | Darwin Núñez           | SL Benfica Liverpool FC           | 0      |         |

## Ballon D'Or Féminin
Estas são as 20 jogadoras nomeadas melhores do mundo, segundo a revista France Football.
| Pos. | Jogadora                | Clube(s)                     | Pontos | % Votos |
| ---- | ----------------------- | ---------------------------- | ------ | ------- |
| 1    | Alexia Putellas         | FC Barcelona                 |        |         |
| 2    | Beth Mead               | Arsenal FC                   |        |         |
| 3    | Sam Kerr                | Chelsea FC                   |        |         |
| 4    | Lena Oberdorf           | Wolfsburgo                   |        |         |
| 5    | Aitana Bonmatí          | FC Barcelona                 |        |         |
| 6    | Alexandra Popp          | Wolfsburgo                   |        |         |
| 7    | Ada Hegerberg           | Olympique de Lyon            |        |         |
| 8    | Wendie Renard           | Olympique de Lyon            |        |         |
| 9    | Catarina Macario        | Olympique de Lyon            |        |         |
| 10   | Lucy Bronze             | Manchester City FC Barcelona |        |         |
| 11   | Vivianne Miedema        | Arsenal FC                   |        |         |
| 12   | Christiane Endler       | Olympique de Lyon            |        |         |
| 13   | Alex Morgan             | Orlando Pride San Diego Wave |        |         |
| 14   | Selma Bacha             | Olympique de Lyon            |        |         |
| 15   | Millie Bright           | Chelsea FC                   |        |         |
| 16   | Asisat Oshoala          | FC Barcelona                 |        |         |
| 17   | Marie-Antoinette Katoto | Paris Saint-Germain          |        |         |
| 18   | Trinity Rodman          | Washington Spirit            |        |         |
| 19   | Fridolina Rolfö         | FC Barcelona                 |        |         |
| 20   | Kadidiatou Diani        | Paris Saint-Germain          |        |         |

## Troféu Yashine
Estes são os 20 goleiros nomeados melhores melhores do mundo, segundo a revista France Football.
| Pos. | Jogador          | Clube(s)            | Pontos | % Pontos |
| ---- | ---------------- | ------------------- | ------ | -------- |
| 1    | Thibaut Courtois | Real Madrid CF      |        |          |
| 2    | Alisson          | Liverpool FC        |        |          |
| 3    | Ederson          | Manchester City     |        |          |
| 4    | Édouard Mendy    | Chelsea FC          |        |          |
| 5    | Mike Maignan     | AC Milan            |        |          |
| 6    | Kevin Trapp      | Eintracht Frankfurt |        |          |
| 7    | Manuel Neuer     | Bayern de Munique   |        |          |
| 8    | Jan Oblak        | Atlético de Madrid  |        |          |
| 9    | Yassine Bounou   | Sevilla FC          |        |          |
| 10   | Hugo Lloris      | Tottenham Hotspurs  |        |          |